# Albania la Concursul Muzical Eurovision 2010
Albania participă la concursul muzical Eurovision 2010. Concursul național de determinare a participantului ei la competiția muzicală dată s-a numit Festivali i Këngës, ediția 2010. El a fost câștigat de Juliana Pasha. Pe locul doi s-a clasat Anjeza Shahini, pe trei - Kamela Islami, iar pe patru - Pirro Çako. 